# Alignement mégalithique
Pour les articles homonymes, voir Alignement.

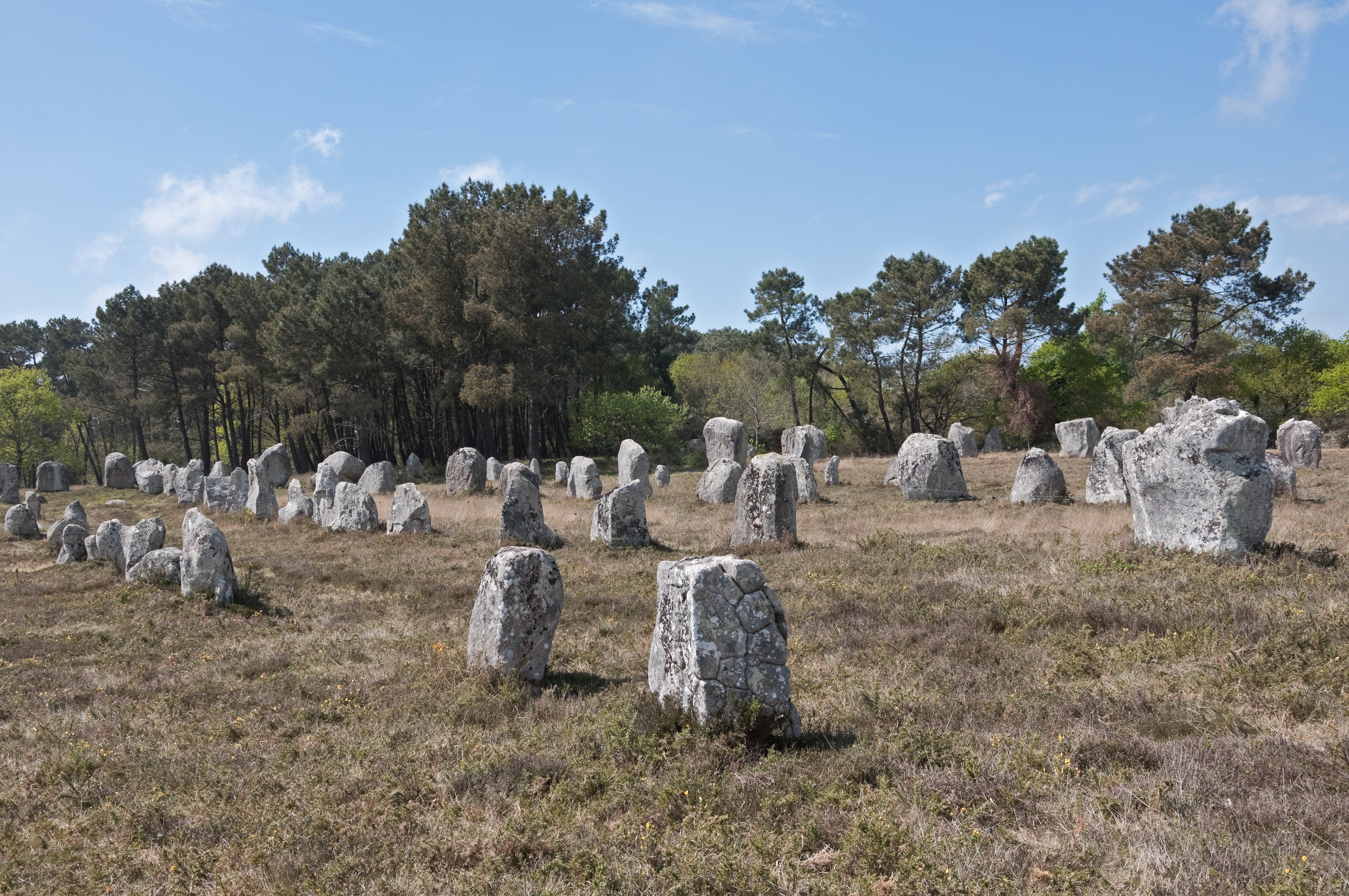
Vue partielle des alignements de Kerlescan, l'un des alignements de Carnac (Morbihan, France).

Un alignement mégalithique est une série de menhirs disposés sur une ou plusieurs rangées, qui, dans ce dernier cas, peuvent être parallèles ou divergentes. En Europe, les alignements mégalithiques sont mis en place à la fin du Néolithique et au début de l'âge du bronze.

## Caractéristiques
Un alignement est formé de pierres disposées en ligne droite alors que dans une enceinte mégalithique, elles forment un parcours fermé, souvent un cercle. Dans un alignement mégalithique, les menhirs sont donc « groupés au moins par trois et forment des lignes » dans lesquelles ils sont placés à intervalles plus ou moins réguliers le long d'un axe unique ou de plusieurs axes, qui peuvent être plus ou moins parallèles, divergents, voire presque perpendiculaires.
Les alignements diffèrent beaucoup les uns des autres, notamment par la taille. Les plus petits comptent seulement trois pierres alignées sur quelques mètres, les plus grands peuvent dépasser un kilomètre (Kerzérho). La hauteur des pierres qui les composent varie aussi beaucoup : elle se situe en général aux alentours d'un mètre, mais des menhirs de 2 m et plus ne sont pas rares. La hauteur des menhirs peut varier dans un même alignement, avec parfois une apparence graduée (les plus grandes pierres des alignements se trouvent souvent aux extrémités), sans que l'on sache s'il s'agit d'un arrangement délibéré.
D'autres monuments mégalithiques (cairns, dolmens, etc.) sont parfois situés dans le prolongement de ces alignements.

## Essai d'interprétation
Les alignements mégalithiques datent de la fin du Néolithique et de l'Âge du bronze. L'usage de ces alignements demeure énigmatique. Les alignements pourraient avoir eu une fonction d'observatoire astronomique en servant de visées à ciel ouvert qui permettent de déterminer les dates importantes de l'année solaire pour des sociétés d'agriculteurs-éleveurs (période des semailles ou de la transhumance des troupeaux). Selon Serge Cassen, l'alignement du Pilier correspondrait au marquage d’une zone frontière,.
En Bretagne, les alignements de menhirs sont nombreux mais vouloir généraliser à tous les sites des constats opérés sur certains sites relève de la gageure : le Cordon des Druides est aligné selon un axe nord-nord-est, les Demoiselles de Langon sont alignées selon des lignes nord-ouest/sud-est, les petits alignements visibles dans la forêt de Paimpont s'approchent d'un axe nord/sud, à Lagatjar un alignement est orienté nord-est/sud-ouest et les deux autres correspondent à un axe nord-ouest/sud-est. L'interprétation des alignements mégalithiques actuellement visibles peut être faussée par les destructions qui sont survenues depuis leur construction aussi bien que par des restaurations abusives réalisées ultérieurement. Selon Pierre-Roland Giot, les restaurations réalisées au XIXe siècle sur le site de Kermario, à Carnac sont complètement « fantaisistes, inventées de toutes pièces ».

## Folklore

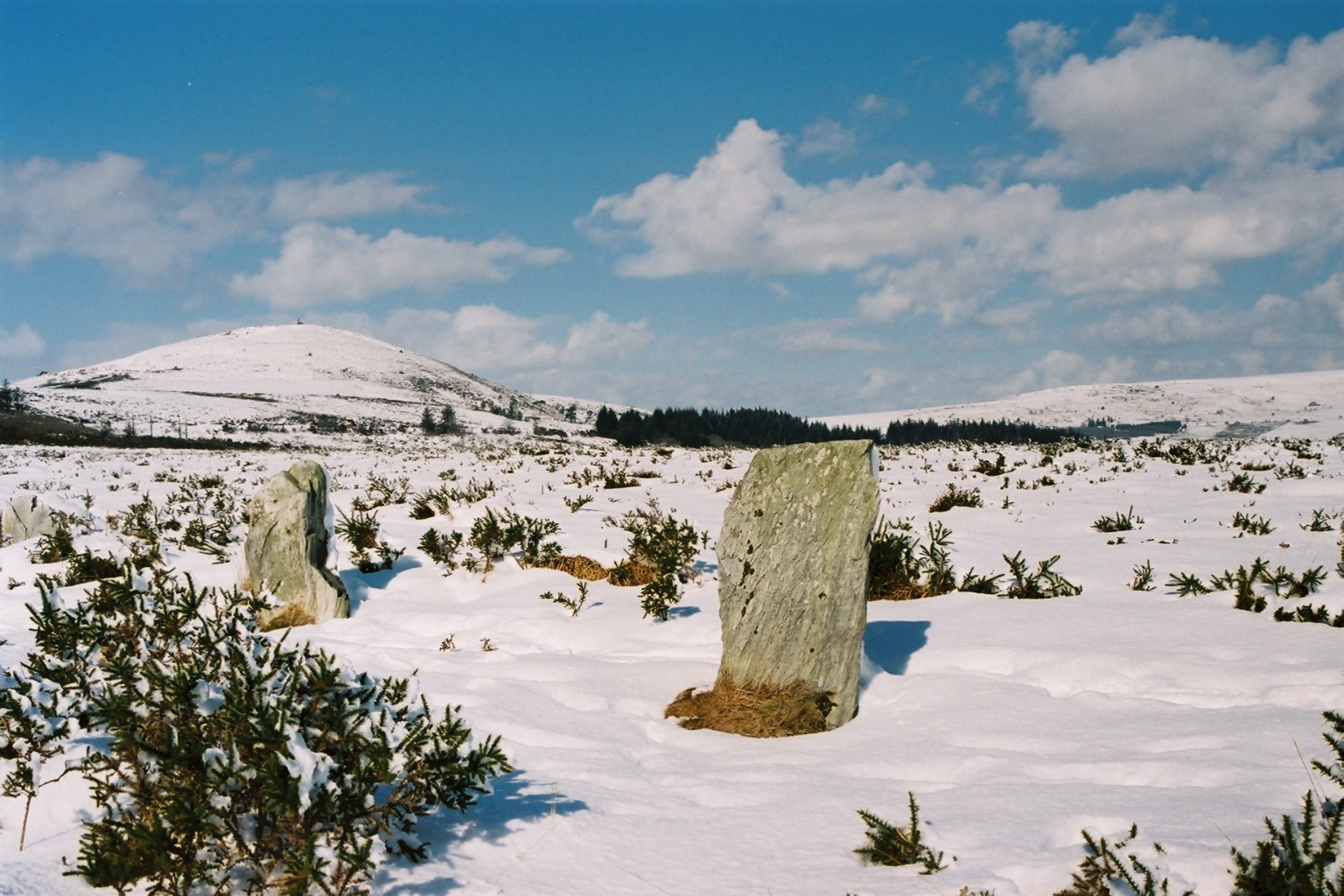
La « Noce de Pierres » sous la neige.

Les alignements, comme nombre de mégalithes, font partie du folklore des régions où ils se trouvent, où ils ont très tôt suscité diverses superstitions, légendes et interprétations fantaisistes.
Certaines traditions populaires font des alignements mégalithiques :
- des soldats pétrifiés : par exemple, les alignements de Carnac ou ceux de Kersolan seraient des soldats romains pétrifiés alors qu'ils poursuivaient saint Cornély[8] ;
- des danseurs pétrifiés pour leur impiété (les Demoiselles de Langon, la Noce de Pierres).

## Répartition géographique
En France, c'est en région Bretagne qu'il subsiste le plus grand nombre d'alignements. Les alignements de Carnac sont un vaste ensemble de plusieurs alignements correspondant à plusieurs sites distincts (alignement du Ménec, alignements de Kermario,alignement de Kerloquet, alignement de Kerlescan). Ailleurs en Europe, il existe des alignements mégalithiques principalement dans les îles Britanniques et en Scandinavie.